# La Beguda d'Adons
La Beguda d'Adons és un poble de la comarca de l'Alta Ribagorça. Pertany al terme municipal del Pont de Suert. Antigament pertanyia al terme municipal de Viu de Llevata. Té 3 habitants.
Està situat a la vall d'Adons i s'accedeix per una sola pista que s'agafa per la N-260 (entre Viu de Llevata i Perves). El poble té a prop les restes de la capella de Sant Roc.

## Història
Pascual Madoz inclou en el seu Diccionario geigráfico... del 1849 un article sobre Adons y Abella de Adons. Hi diu que és una localitat dividida en dues caseries, distant una de l'altra un quart d'hora, i separades per un profund barranc. A l'est, hi ha la caseria d'Adons, amb 16 cases, i a l'oest, sobre una roca, el d'Abella d'Adons, amb tan sols 5 cases. Tots els edificis, més que cases, són
chozas (barraques) d'una sola planta. Els dos nuclis estan ben ventilats, i els seus habitants no pateixen malalties particulars. A l'oest, arrecerant les dues poblacions s'alça una serra molt alta. Cada nucli té la seva església: Adons, la de sant Vicenç, és la parroquial, i Abella d'Adons té la sufragània, dedicada a santa Eulàlia. En el terme hi ha una ermita dedicada a sant Roc. Una font d'aigua abundant en proporciona als dos nuclis. Més a l'est d'Adons hi ha, encara, dues cases anomenades la Beguda d'Adons.
El terreny és pedregós, ple de roques i penya-segats, amb poca terra, i de mala qualitat. Se'n conrea tan sols una quinzena part, que dona 3 a 1 per llavor. El sistema és de rompuda de bosc, per abandonat els conreus al cap d'alguns anys. Només es llauren sempre les més properes als pobles, i els horts de regadiu, que es reguen amb el sobrant de les fonts. Tenien molt de bosc, però l'accidentat del terreny el feia molt difícil d'explotar. S'hi produïa sègol, blat, ordi, patates, llegums, i hi havia ovelles, cabres i poc bestiar boví. En total eren 8 veïns (cap de famílies) i 51 ànimes (habitants).